# 董贵山
董贵山（1946年7月—），河南西平人。1966年1月加入中国共产党。中国人民解放军军事指挥学院指挥班毕业。2006年7月晋升中将军衔。历任西藏日喀则军分区参谋长、副司令员，西藏军区副参谋长、副司令员，成都军区装备部部长，西藏军区司令员、西藏自治区党委常委。2008年7月任成都军区副司令员。中国共产党第十七届中央委员会委员。